# Societat d'inversió de capital variable
Les societats d'inversió de capital variable o SICAV (en francès, société d'investissement à capital variable) són societats anònimes l'objecte social de les quals és invertir en valors mobiliaris (accions, deute públic i obligacions emeses per empreses) i altres actius financers. Són, per tant, institucions d'inversió col·lectiva. Les SICAV poden gestionar-se per si mateixes o poden encarregar la gestió a una gestora (a una societat gestora d'institucions d'inversió col·lectiva), però ha d'existir una entitat financera que faci de dipositària del patrimoni. Són més freqüents a la zona occidental d'Europa, especialment a Luxemburg, Suïssa, Itàlia, Espanya, Bèlgica i França.
Han de reunir els requisits següents:
- Nombre d'accionistes igual o superior a 100.
- Limitació a les inversions.
- Capital variable entre el mínim i el màxim fixat estatutàriament.
- Capital mínim de 2.500.000 euros.
- Tutela i control de la CNMV i de la Direcció General del Tresor i Política Financera (Ministeri d'Economia i Hisenda).

Mentre que qui estalvia en un fons d'inversió és partícip del patrimoni que aquest fons representa, qui estalvia en una SICAV n'és accionista, ja que aquesta té personalitat jurídica pròpia (independentment que l'accionista sigui persona física o persona jurídica). Les SICAV gaudeixen de gran liquiditat i permeten una fiscalitat interessant, ja que tributen en l'impost de societats amb un percentatge molt baix (a Luxemburg el 0,1%, a Espanya l'1%); però, com els fons d'inversió, la venda d'accions tributa a un percentatge més alt (a Espanya el 19-21%). Les SICAV són una mescla de la fórmula jurídica d'una societat anònima i d'un fons d'inversió que tributa un 1%, davant del 43% que els correspondria si tributessin per l'IRPF. Generalment, al llarg de la crisi, les SICAV no han deixat d'obtenir beneficis.
Les SICAV van ser introduïdes a l'estat espanyol l'any 1983 dins el mandat de Felipe González, amb el pretext d'evitar la fuga de capitals. El 2011 es van crear 71 noves SICAV a l'estat espanyol, el doble que el 2010. En l'Anuari Media.cat, es va considerar que la presidència de la infanta Pilar de Borbó, germana del rei Joan Carles, en la SICAV Labiernag 2000 va ser el tema més silenciat pels mitjans al llarg del 2011. Alguns altres personatges públics dins l'estat que gaudeixen dels beneficis tributaris que implica ser accionista d'una SICAV són Amancio Ortega (Zara), Alicia Koplowitz (FCC), Isaac Andic (Mango), la família del Pino (Ferrovial), i famosos com Pedro Almodóvar o Ana Rosa Quintana.

## Crítiques
Dins la proposta de mínims promoguda dins el moviment 15M a Barcelona, la proposta l'eliminació de les SICAV es trobava en el punt 3.